# Plitvica (flod)
Plitvica är ett vattendrag i Kroatien. Det ligger i den nordöstra delen av landet, 80 km nordost om huvudstaden Zagreb. Plitvica ligger vid sjön Lake Dubrava.